# EMD-mozdonyok listája
Az alábbiakban az Electro-Motive Corporation (EMC) és utódai, a General Motors Electro-Motive Division (GM-EMD) és az Electro-Motive Diesel (EMD) által gyártott mozdonyok listája következik.

## Áramvonalas vonófejek és korai kísérleti mozdonyok
Az EMC az 1930-as években számos motorkocsi, integrált áramvonalas szerelvény és kísérleti mozdony építésében vett részt. Ezek többsége kisebb gyártási sorozat volt (egy, kettő vagy négy példány), amelyeket egyetlen vasút használt. Ezek Winton-hajtómotorokból és a General Electric által gyártott generátor-, vezérlő- és erőátviteli alkatrészekből álltak egy olyan kocsiszekrényben, amelynek összeszerelését alvállalkozásba adták egy másik gyártónak, mivel az EMC 1937-ig nem kezdte meg a rendszeres vonalimozdonygyártást.
| Típus          | Gyártás éve | Darabszám | AAR-tengelyelrendezés | Hajtómotor                                  | Teljesítmény                             | Kép |
| -------------- | ----------- | --------- | --------------------- | ------------------------------------------- | ---------------------------------------- | --- |
| ATSF 1         | 1935        | 1         | B-B                   | Kettő Winton 12-201-A                       | 1800 hp (1300 kW)                        |     |
| B&O 50         | 1935        | 1         | B-B                   | Kettő Winton 12-201-A                       | 1800 hp (1300 kW)                        |     |
| BM-MEC 6000    | 1935        | 1         | B-2 Jacobs-forgóváz   | Winton 8-201-A                              | 600 hp (450 kW)                          |     |
| CB&Q 9900      | 1934        | 1         | B-2 Jacobs-forgóváz   | Winton 8-201-A                              | 600 hp (450 kW)                          |     |
| CB&Q 9901–9902 | 1935        | 2         | B-2 Jacobs-forgóváz   | Winton 8-201-A                              | 600 hp (450 kW)                          |     |
| CB&Q 9903      | 1935        | 1         | B-2 Jacobs-forgóváz   | Winton 8-201-A                              | 600 hp (450 kW)                          |     |
| CB&Q 9904–9905 | 1936        | 2         | B-B                   | Kettő Winton 12-201-A                       | 1800 hp (1300 kW)                        |     |
| CB&Q 9906–9907 | 1936        | 2         | B-B+B-B               | A: kettő Winton 12-201-A B: Winton 16-201-A | A: 1800 hp (1300 kW) B: 1200 hp (890 kW) |     |
| CB&Q 9908      | 1939        | 1         | A1A-2                 | EMD 12-567                                  | 1000 hp (750 kW)                         |     |
| EMC 511–512    | 1935        | 2         | B-B                   | Kettő Winton 12-201-A                       | 1800 hp (1300 kW)                        |     |
| IC 121         | 1936        | 1         | B-2 Jacobs-forgóváz   | Winton 16-201-A                             | 1200 hp (890 kW)                         |     |
| SAL 2027–2028  | 1936        | 2         | B-2                   | Winton 8-201-A                              | 600 hp (450 kW)                          |     |
| M–10000        | 1934        | 1         | B-2 Jacobs-forgóváz   | Winton 12-191-A                             | 600 hp (450 kW)                          |     |
| M–10001        | 1934        | 1         | B-B Jacobs-forgóváz   | Winton 12-201-A                             | 900 hp (670 kW)                          |     |
| M–10002        | 1936        | 1         | B-B+B-B               | A: Winton 16-201-A B: Winton 12-201-A       | A: 1200 hp (890 kW) B: 900 hp (670 kW)   |     |
| M10003–M10006  | 1936        | 4         | B-B+B-B               | A: Winton 16-201-A B: Winton 16-201-A       | A: 1200 hp (890 kW) B: 1200 hp (890 kW)  |     |
| LWT12          | 1956        | 3         | B-1                   | EMD 12-567C                                 | 1200 hp (890 kW)                         |     |

## Tolatómozdonyok (SW/NW/SC/NC/MP)
Az „S” megjelölés eredetileg a hatszáz (six hundred), az „N” pedig a kilencszáz (nine hundred) lóerős teljesítményt jelentette, bár ezeket a kisebb és nagyobb motormodellek általánosabb megjelölésére használták, miután az erősebb 567-es motorsorozat tagjai felváltották a Winton-motorokat. A „C” megjelölés az öntött vázas (cast frame), a „W” pedig a hegesztett vázas (welded frame) mozdonyokat jelölte. Az EMC 1939 után szabványosította a hegesztett vázakat. A „TR” jelölés a transzfermozdonyokat jelölte.
Az SC és SW tolatómozdonyok voltak az első mozdonyok, amelyeket az EMC 1936-ban átadott új gyárában gyártottak. Az SC előtti és a Model 90 tolatómozdonyok 1935-től nem az EMC, hanem más, külsős vállalatok üzemeiben gyártották.
| Típus             | Gyártás éve | Darabszám               | AAR-tengelyelrendezés     | Hajtómotor              | Teljesítmény      | Kép |  |
| ----------------- | ----------- | ----------------------- | ------------------------- | ----------------------- | ----------------- | --- |  |
| EMC SC előgyártás | 1935        | 2                       | B-B                       | Winton 8-201-A          | 600 hp (450 kW)   | |  |
| SC                | 1936–1939   | 43                      | B-B                       | Winton 8-201-A          | 600 hp (450 kW)   | |  |
| Model 90          | 1935        | 1                       | B-B                       | Winton 12-201-A         | 900 hp (670 kW)   | |  |
| SW                | 1936–1939   | 76                      | B-B                       | Winton 8-201-A          | 600 hp (450 kW)   | |  |
| NC                | 1937–1938   | 5                       | B-B                       | Winton 12-201-A         | 900 hp (670 kW)   | |  |
| NC1               | 1937        | 5                       | B-B                       | Winton 12-201-A         | 900 hp (670 kW)   | |  |
| NC2               | 1937        | 2                       | B-B                       | Winton 12-201-A         | 900 hp (670 kW)   | |  |
| T                 | 1936        | 1                       | B-B+B-B                   | Kettő Winton 12-201-A   | 1800 hp (1300 kW) | |  |
| NW                | 1937–1938   | 8                       | B-B                       | Winton 12-201-A         | 900 hp (670 kW)   | |  |
| NW1               | 1937–1939   | 27                      | B-B                       | Winton 12-201-A         | 900 hp (670 kW)   | |  |
| NW1A              | 1938        | 3                       | B-B                       | Winton 12-201-A         | 900 hp (670 kW)   | |  |
| NW2               | 1939–1949   | 1145                    | B-B                       | EMD 12-567 vagy 12-567A | 1000 hp (750 kW)  | |  |
| NW3               | 1939–1942   | 7                       | B-B                       | EMD 12-567              | 1000 hp (750 kW)  | |  |
| NW4               | 1938        | 2                       | B-B                       | Winton 12-201-A         | 900 hp (670 kW)   | |  |
| NW5               | 1946–1947   | 13                      | B-B                       | EMD 12-567A             | 1000 hp (750 kW)  | Great Northern Railway - 192 diesel locomotive (General Motors Electro-Motive Division NW5) 1 (22105888878) |  |
| TR                | 1940        | 3                       | B-B+B-B Cow-calf          | Kettő EMD 12-567        | 2000 hp (1500 kW) | |  |
| TR1               | 1941        | 2                       | B-B+B-B Cow-calf          | Kettő EMD 16-567        | 2700 hp (2000 kW) | |  |
| TR2               | 1945–1949   | 36                      | B-B+B-B Cow-calf          | Kettő EMD 12-567A       | 2000 hp (1500 kW) | |  |
| TR3               | 1949        | 2                       | B-B+B-B+B-B Cow-calf-calf | Három EMD 12-567A       | 3000 hp (2200 kW) | |  |
| TR4               | 1950–1951   | 15                      | B-B+B-B Cow-calf          | Kettő EMD 12-567A       | 2400 hp (1800 kW) | Baltimore and Ohio 9624 (TR4) Cow and Calf at Riverside Yard, Baltimore (22341847029)                       |  |
| TR5               | 1951        | 10 A egység 12 B egység | B-B+B-B Cow-calf          | Kettő EMD 12-567B       | 2400 hp (1800 kW) | |  |
| TR6               | 1950–1953   | 12                      | B-B+B-B Cow-calf          | Kettő EMD 8-567B        | 1600 hp (1200 kW) | |  |
| SW1               | 1939–1953   | 661                     | B-B                       | EMD 6-567 vagy 6-567A   | 600 hp (450 kW)   | |  |
| SW7               | 1949–1951   | 489                     | B-B                       | EMD 12-567A             | 1200 hp (890 kW)  | |  |
| SW8               | 1950–1954   | 373                     | B-B                       | EMD 8-567B              | 800 hp (600 kW)   | |  |
| DH2               | 1953        | 1                       | B-B                       | EMD 8-567B              | 800 hp (600 kW)   | |  |
| SW9               | 1950–1953   | 815                     | B-B                       | EMD 12-567B             | 1200 hp (890 kW)  | |  |
| SW600             | 1954–1962   | 15                      | B-B                       | EMD 6-567C              | 600 hp (450 kW)   | |  |
| SW900             | 1954–1969   | 371                     | B-B                       | EMD 8-567C              | 900 hp (670 kW)   | |  |
| SW1000            | 1966–1972   | 119                     | B-B                       | EMD 8-645E              | 1000 hp (750 kW)  | |  |
| SW1001            | 1968–1986   | 230                     | B-B                       | EMD 8-645E              | 1000 hp (750 kW)  | |  |
| SW1200            | 1954–1966   | 1056                    | B-B                       | EMD 12-567C             | 1200 hp (890 kW)  | |  |
| SW1500            | 1966–1974   | 808                     | B-B                       | EMD 12-645E             | 1500 hp (1100 kW) | |  |
| SW1504            | 1973        | 60                      | B-B                       | EMD 12-645E             | 1500 hp (1100 kW) | |  |
| MP15DC            | 1974–1980   | 351                     | B-B                       | EMD 12-645E             | 1500 hp (1100 kW) | |  |
| MP15AC            | 1975–1984   | 246                     | B-B                       | EMD 12-645E             | 1500 hp (1100 kW) | |  |
| MP15T             | 1984–1987   | 43                      | B-B                       | EMD 8-645E3             | 1500 hp (1100 kW) | |  |
| RS1325            | 1960        | 2                       | B-B                       | EMD 12-567D1            | 1325 hp (988 kW)  | |  |
| GMD1              | 1958–1960   | 101                     | B-B vagy A1A-A1A          | EMD 12-567C             | 1200 hp (890 kW)  | |  |

## Személyszállító fülkés egységek (E)
| Típus | Gyártás éve | Darabszám                 | AAR-tengelyelrendezés                    | Hajtómotor                                       | Teljesítmény                                                | Kép |
| ----- | ----------- | ------------------------- | ---------------------------------------- | ------------------------------------------------ | ----------------------------------------------------------- | --- |
| TA    | 1937        | 6                         | B-B                                      | Winton 201-A                                     | 1200 hp (890 kW)                                            | Rock Island Rocket circa 1937                                                                                                 |
| EA    | 1937–1938   | 6 A egység, 6 B egység    | A1A-A1A                                  | Kettő Winton 201-A                               | 1800 hp (1300 kW)                                           | EMD EA diesel locomotive of the Baltimore and Ohio Railroad                                                                   |
| E1    | 1937–1938   | 8 A egység, 3 B egység    | A1A-A1A                                  | Kettő Winton 201-A                               | 1800 hp (1300 kW)                                           | |
| E2    | 1937        | 2 ABB egység              | A1A-A1A                                  | Kettő Winton 201-A                               | 1800 hp (1300 kW)                                           | |
| E3    | 1938–1940   | 17 A egység, 2 B egység   | A1A-A1A                                  | Kettő EMD 567                                    | 2000 hp (1500 kW)                                           | |
| E4    | 1938–1939   | 14 A egység, 5 B egység   | A1A-A1A                                  | Kettő EMD 567                                    | 2000 hp (1500 kW)                                           | |
| AA    | 1940        | 1                         | A1A-3                                    | EMD 567                                          | 1000 hp (750 kW)                                            | |
| AB6   | 1940        | 2                         | Eredetileg: A1A-3 Átépítés után: A1A-A1A | Eredetileg: EMD 567 Átépítés után: kettő EMD 567 | 1000 hp (750 kW) (745 kW) (Átépítés után: 2000 hp (1500 kW) | CRI&P 751 (AB6) at Joliet, IL on October 16, 1966                                                                             |
| E5    | 1940–1941   | 11 A egység, 5 B egység   | A1A-A1A                                  | Kettő EMD 567                                    | 2000 hp (1500 kW)                                           | Preserved EMD E5 at Illinois Railway Museum                                                                                   |
| E6    | 1939–1942   | 91 A egység, 26 B egység  | A1A-A1A                                  | Kettő EMD 567                                    | 2000 hp (1500 kW)                                           | Chicago, Rock Island and Pacific Railroad E6A#630, operated by Midland Railway, at Baldwin City, Kansas on November 28, 2004. |
| E7    | 1945–1949   | 428 A egység, 82 B egység | A1A-A1A                                  | Kettő EMD 567                                    | 2000 hp (1500 kW)                                           | |
| E8    | 1949–1954   | 450 A egység, 46 B egység | A1A-A1A                                  | Kettő EMD 567                                    | 2250 hp (1680 kW)                                           | Rock Island (CRIP) locomotive#652, EMD model E8A                                                                              |
| E9    | 1954–1964   | 100 A egység, 44 B egység | A1A-A1A                                  | Kettő EMD 567C                                   | 2400 hp (1800 kW)                                           | BN 9918, an EMD E9, working on Metra's line to Aurora, Illinois, September 1992                                               |

## Teherszállító fülkés egységek (F)
| Típus | Gyártás éve | Darabszám                    | AAR-tengelyelrendezés       | Hajtómotor                                                | Teljesítmény                                     | Kép                                                                                          |
| ----- | ----------- | ---------------------------- | --------------------------- | --------------------------------------------------------- | ------------------------------------------------ | -------------------------------------------------------------------------------------------- |
| FT    | 1939–1945   | 555 A egység, 541 B egység   | B-B (B-B+B-B a B egységgel) | EMD 16-567 EMD 16-567A                                    | 2700 hp (a B egységgel)                          |                                                                                              |
| F2    | 1946        | 74 A egység, 30 B egység     | B-B                         | EMD 16-567B                                               | 1350 hp (1000 kW)                                |                                                                                              |
| F3    | 1946–1949   | 1111 A egység, 696 B egység  | B-B                         | EMD 16-567B                                               | 1500 hp (1100 kW)                                |                                                                                              |
| F7    | 1949–1953   | 2366 A egység, 1483 B egység | B-B                         | EMD 16-567B                                               | 1500 hp (1100 kW)                                |                                                                                              |
| FP7   | 1949–1953   | 381 A egység, 0 B egység     | B-B                         | EMD 567B                                                  | 1500 hp (1100 kW)                                | Western Pacific 805-A, an FP7 preserved at the Western Pacific Railroad Museum in California |
| F9    | 1953–1960   | 99 A egység, 156 B egység    | B-B                         | EMD 16-567C                                               | 1750 hp (1200 kW)                                |                                                                                              |
| FP9   | 1954–1959   | 90 A egység, 0 B egység      | B-B                         | EMD 567C                                                  | 1750 hp (1300 kW)                                | RLGN 1400 at Waterloo, Ontario, October 7, 2003                                              |
| FL9   | 1956–1960   | 60                           | B-A1A                       | EMD 567C vagy EMD 567D1, valamint 660 V DC (harmadik sín) | 567C: 1750 hp (1300 kW) 567D1: 1800 hp (1300 kW) |                                                                                              |

## Ipari mozdonyok
| Típus    | Gyártás éve | Darabszám | AAR-tengelyelrendezés | Hajtómotor       | Teljesítmény                                        | Kép |
| -------- | ----------- | --------- | --------------------- | ---------------- | --------------------------------------------------- | --- |
| Model 40 | 1940–1943   | 11        | B                     | Kettő GM 6–71    | 300 hp (220 kW)                                     |     |
| DH1      | 1951        | 33        | 1A-A1                 | Kettő GM 6–71    | 340 hp (250 kW)                                     |     |
| GMDH-1   | 1956–1959   | 4         | B-B                   | Detroit Model 60 | 2 egység: 600 hp (450 kW) 2 egység: 800 hp (600 kW) |     |
| GMDH-3   | 1960        | 1         | C                     | 8V-71            | 275 hp (205 kW)                                     |     |

## Katonai mozdonyok
| Típus | Gyártás éve | Darabszám | AAR-tengelyelrendezés | Hajtómotor  | Teljesítmény      | Kép |
| ----- | ----------- | --------- | --------------------- | ----------- | ----------------- | --- |
| MRS-1 | 1952        | 13        | C-C                   | EMD 16-567B | 1600 hp (1200 kW) |     |

## Négytengelyes „mellékvonali” vonali tolatómozdonyok (BL)
| Típus  | Gyártás éve | Darabszám | AAR-tengelyelrendezés | Hajtómotor  | Teljesítmény      | Kép                                                  |
| ------ | ----------- | --------- | --------------------- | ----------- | ----------------- | ---------------------------------------------------- |
| BL1    | 1947        | 1         | B-B                   | EMD 16-567B | 1500 hp (1100 kW) |                                                      |
| BL2    | 1948–1949   | 58        | B-B                   | EMD 16-567B | 1500 hp (1100 kW) | Janesville and Southeastern Railroad#52, an EMD BL2. |
| BL20-2 | 1992        | 3         | B-B                   | EMD 16-567  | 2000 hp (1500 kW) |                                                      |

## Négytengelyes vonali tolatómozdonyok és általános felhasználású mozdonyok (GP)
| Típus   | Gyártás éve | Darabszám                  | AAR-tengelyelrendezés | Hajtómotor                          | Teljesítmény      | Kép |
| ------- | ----------- | -------------------------- | --------------------- | ----------------------------------- | ----------------- | --- |
| GP7     | 1949–1954   | 2729 A egység 5 B egység   | B-B                   | EMD 16-567B                         | 1500 hp (1100 kW) | GA#1026, a GP7 owned by the Georgia RR & Banking Co, on display in Duluth, GA                                          |
| GP9     | 1954–1963   | 4272 A egység 165 B egység | B-B                   | EMD 16-567C                         | 1750 hp (1300 kW) | DVGR#40, a GP9 owned by the Shenandoah Valley RR                                                                       |
| GP15-1  | 1976–1982   | 310                        | B-B                   | EMD 12-645E                         | 1500 hp (1100 kW) | NPBL#1435 is an EMD GP15-1 owned by the Norfolk Southern Railway                                                       |
| GP15AC  | 1982        | 34                         | B-B                   | EMD 12-645E                         | 1500 hp (1100 kW) | UPY 722-EMD GP15AC (45880320755)                                                                                       |
| GP15T   | 1982–1983   | 28                         | B-B                   | EMD 8-645E3                         | 1500 hp (1100 kW) | |
| GP18    | 1959–1963   | 405                        | B-B                   | EMD 16-567D1                        | 1800 hp (1300 kW) | |
| GP20    | 1959–1962   | 260                        | B-B                   | EMD 16-567D2                        | 2000 hp (1500 kW) | ATSF#3055, a GP20 formerly owned by the ATSF, now part of the BNSF                                                     |
| GP28    | 1964–1965   | 31                         | B-B                   | EMD 16-567D1                        | 1500 hp (1100 kW) | |
| GP30    | 1961–1963   | 908 A egység 40 B egység   | B-B                   | EMD 16-567D3                        | 2250 hp (1680 kW) | LN#1030, a GP30 formerly owned by the Louisville & Nashville, now part of CSX                                          |
| GP35    | 1963–1966   | 1334                       | B-B                   | EMD 16-567D3A                       | 2500 hp (1900 kW) | |
| GP38    | 1966–1971   | 706                        | B-B                   | EMD 16-645E                         | 2000 hp (1500 kW) | CCP#2008, an EMD GP38 formerly owned by the Chicago Central and Pacific RR, now part of CN                             |
| GP38AC  | 1970–1971   | 261                        | B-B                   | EMD 16-645E                         | 2000 hp (1500 kW) | LLPX#2210, an EMD GP38AC, a rental locomotive owned by the GATX Rail Locomotive Group, at Kitchener, Ontario           |
| GP38-2  | 1972–1986   | 2213                       | B-B                   | EMD 16-645E                         | 2000 hp (1500 kW) | IMCX#3801, a GP38-2 owned by the Mosaic Co, near Brewster, FL                                                          |
| GP38-2L |             |                            | B-B                   | EMD 16-645E                         | 2000 hp (1500 kW) | |
| GP38-2W | 1973–1974   | 51                         | B-B                   | EMD 16-645E                         | 2000 hp (1500 kW) | CN#4769, an EMD GP38-2W owned by Canadian National, at St Félicien, Québec, Canada                                     |
| GP39    | 1969–1970   | 23                         | B-B                   | EMD 12-645E3                        | 2300 hp (1700 kW) | |
| GP39DC  | 1970        | 2                          | B-B                   | EMD 12-645E3                        | 2300 hp (1700 kW) | |
| GP39X   | 1980        | 6                          | B-B                   | EMD 12-645E3                        | 2600 hp (1900 kW) | |
| GP39-2  | 1974–1984   | 239                        | B-B                   | EMD 12-645E3                        | 2300 hp (1700 kW) | BNSF#2866, a GP39-2 owned by the Burlington Northern Santa Fe RR, at Commerce, CA                                      |
| GP40    | 1965–1971   | 1221                       | B-B                   | EMD 16-645E3                        | 3000 hp (2200 kW) | DME#4006, a GP40 owned by the Dakota, Minnesota & Eastern, running long hood forward at Byron, MN                      |
| GP40P   | 1968        | 13                         | B-B                   | EMD 16-645E3                        | 3000 hp (2200 kW) | |
| GP40P-2 | 1974        | 3                          | B-B                   | EMD 16-645E3                        | 3000 hp (2200 kW) | |
| GP40TC  | 1966        | 8                          | B-B                   | EMD 16-645E3                        | 3000 hp (2200 kW) | |
| GP40X   | 1977–1978   | 23                         | B-B                   | EMD 16-645F3B                       | 3500 hp (2600 kW) | |
| GP40-2  | 1972–1986   | 1140                       | B-B                   | EMD 16-645E3                        | 3000 hp (2200 kW) | CSXT#6023 and #6019, GP40-2s owned by CSX, now fitted for remote operation, near Tampa, FL                             |
| GP49    | 1983–1985   | 9                          | B-B                   | EMD 12-645F3B                       | 2800 hp (2100 kW) | |
| GP50    | 1980–1985   | 278                        | B-B                   | EMD 16-645F3B                       | 3500 hp (2600 kW) | BN#3157, a GP50 formerly owned by the Burlington Northern, now part of BNSF.                                           |
| GP59    | 1985–1989   | 36                         | B-B                   | EMD 12-710G3A                       | 3000 hp (2200 kW) | NS#4610, a GP59 owned by the Norfolk Southern RR, painted in Southern Railway scheme                                   |
| GP60    | 1985–1994   | 294 A egység 23 B egység   | B-B                   | EMD 16-710G3A                       | 3800 hp (2800 kW) | SSW#9673, a GP60 formerly owned by the Cotton Belt RR, later part of the Southern Pacific – and now the Union Pacific. |
| GP60M   | 1990        | 63                         | B-B                   | EMD 16-710G3A                       | 3800 hp (2800 kW) | BNSF#122, a GP60M owned by the Burlington Northern Santa Fe RR, formerly an ATSF unit                                  |
| GP15D   | 2000–2001   | 20                         | B-B                   | Caterpillar 3512 (EMD 12-170B15-T2) | 1500 hp (1100 kW) | |
| GP20D   | 2000–2001   | 40                         | B-B                   | Caterpillar 3516 (EMD 16-170B20-T2) | 2000 hp (1500 kW) | |

## Hattengelyes speciális feladatok ellátására tervezett mozdonyok (SD)
| Típus      | Gyártás éve | Darabszám | AAR-tengelyelrendezés | Hajtómotor                    | Teljesítmény                        | Kép |
| ---------- | ----------- | --------- | --------------------- | ----------------------------- | ----------------------------------- | --- |
| SD7        | 1952–1953   | 188       | C-C                   | EMD 16-567B                   | 1500 hp (1100 kW)                   | |
| SD9        | 1954–1959   | 515       | C-C                   | EMD 16-567C                   | 1750 hp (1300 kW)                   | |
| SD18       | 1960–1963   | 114       | C-C                   | EMD 16-567D1                  | 1800 hp (1300 kW)                   | |
| SD24       | 1958–1963   | 224       | C-C                   | EMD 16-567D3                  | 2400 hp (1800 kW)                   | |
| SD28       | 1965–1966   | 12        | C-C                   | EMD 16-567D1                  | 1800 hp (1300 kW)                   | |
| SD35       | 1964–1966   | 360       | C-C                   | EMD 16-567D3A                 | 2500 hp (1900 kW)                   | CNJ SD35 2512 at Jim Thrope, PA on July 12, 1970 02 (24160277741) |
| SDP35      | 1964–1965   | 35        | C-C                   | EMD 16-567D3A Steam generator | 2500 hp (1900 kW)                   | |
| SD38       | 1967–1971   | 108       | C-C                   | EMD 16-645E                   | 2000 hp (1500 kW)                   | |
| SD38AC     | 1971        | 15        | C-C                   | EMD 16-645E                   | 2000 hp (1500 kW)                   | B&LE SD38AC |
| SD38-2     | 1972–1979   | 90        | C-C                   | EMD 16-645E                   | 2000 hp (1500 kW)                   | |
| SDP38      | 1967        | 40        | C-C                   | EMD 16-645E                   | 2000 hp (1500 kW)                   | |
| SD39       | 1968–1970   | 54        | C-C                   | EMD 12-645E3                  | 2300 hp (1700 kW)                   | EMD SD39 East portal of the Hoosac Tunnel. |
| SDL39      | 1969–1972   | 10        | C-C                   | EMD 12-645E3                  | 2300 hp (1700 kW)                   | |
| SD40X      | 1964–1965   | 9         | C-C                   | EMD 16-645E3                  | 3000 hp (2200 kW)                   | |
| SD40       | 1966–1972   | 1268      | C-C                   | EMD 16-645E3                  | 3000 hp (2200 kW)                   | BNSF 6367, at Commerce, California, October 2006 |
| SD40A      | 1969–1970   | 18        | C-C                   | EMD 16-645E                   | 3000 hp (2200 kW)                   | |
| SDP40      | 1966–1970   | 20        | C-C                   | EMD 16-645E3 gőzgenerátor     | 3000 hp (2200 kW)                   | |
| SD40T-2    | 1974–1980   | 312       | C-C                   | EMD 16-645E3                  | 3000 hp (2200 kW)                   | EMD SD40T-2 Locomotive UP 2935 at Anaheim, California, USA. |
| SD40-2     | 1972–1989   | 3982      | C-C                   | EMD 16-645E3                  | 3000 hp (2200 kW)                   | |
| SD40-2W    | 1975–1980   | 123       | C-C                   | EMD 16-645E3                  | 3000 hp (2200 kW)                   | Canadian National#5321, an EMD SD40-2W |
| SD40-2S    | 1978–1980   | 9         | C-C                   | EMD 16-645E3                  | 3000 hp (2200 kW)                   | |
| SD45       | 1965–1971   | 1260      | C-C                   | EMD 20-645E3                  | 3600 hp (2700 kW)                   | Erie Lackawanna 3607, preserved at the St.Louis Museum of Transportation                                                                                             |
| SD45X      | 1970–1971   | 7         | C-C                   | EMD 20-645E3A                 | 4200 hp (3100 kW)                   | |
| SDP45      | 1967–1970   | 52        | C-C                   | EMD 20-645E3 Steam generator  | 3600 hp (2700 kW)                   | Burlington Northern Railroad EMD SDP45 diesel locomotive#6597 |
| SD45T-2    | 1972–1975   | 247       | C-C                   | EMD 20-645E3                  | 3600 hp (2700 kW)                   | EMD SD40T-2 Locomotive UP 2935 at Anaheim, California, USA. |
| SD45-2     | 1972–1974   | 136       | C-C                   | EMD 20-645E3                  | 3600 hp (2700 kW)                   | |
| SD50       | 1980–1985   | 426       | C-C                   | EMD 16-645F3B                 | 3500–3600 hp (2600–2700 kW)         | CSX Corporation EMD SD50 diesel locomotive |
| SD50S      | 1980        | 6         | C-C                   | EMD 16-645F3B                 | 3500 hp (2600 kW)                   | |
| SD60       | 1984–1991   | 537       | C-C                   | EMD 16-710G3A                 | 3800 hp (2800 kW)                   | Soo Line 6022, an EMD SD60, pulls a Westbound train through Wisconsin Dells, WI.                                                                                     |
| SD60I      | 1993–1995   | 80        | C-C                   | EMD 16-710G3A                 | 3800 hp (2800 kW)                   | EMD SD60I, CSX Transportation; Plymouth Michigan |
| SD60M      | 1989–1993   | 463       | C-C                   | EMD 16-710G3A                 | 3800 hp (2800 kW)                   | |
| SD60MAC    | 1991–1992   | 4         | C-C                   | EMD 16-710G3A                 | 3800 hp (2800 kW)                   | |
| SD70       | 1992–1999   | 122       | C-C                   | EMD 16-710G3B                 | 4000 hp (3000 kW)                   | |
| SD70I      | 1995        | 26        | C-C                   | EMD 16-710G3B                 | 4000 hp (3000 kW)                   | UP SD70M similar design to the SD70I. Differences include an isolated cab.                                                                                           |
| SD70ACe    | 2003–       | 2445      | C-C                   | EMD 16-710G3C-T2              | 4300 hp (3200 kW)                   | |
| SD70ACS    | 2009–       | 38        | C-C                   | EMD 16-710G3A                 | 4500 hp (3400 kW)                   | EMDX 3025 (behind 3024, 3023, 3017) SD70ACS heading north through St. Mary's from EMD plant in London Ontario. Part of 25-unit order for Saudi Railway Company (SAR) |
| SD70M      | 1992–2004   | 1609      | C-C                   | EMD 16-710G3B                 | 4000 hp (3000 kW)                   | UP SD70M similar design to the SD70I. Differences include an isolated cab.                                                                                           |
| SD70M-2    | 2004−2011   | 331       | C-C                   | EMD 16-710G3B/C               | 4300 hp (3200 kW)                   | |
| SD70MAC    | 1993–2004   | 1109      | C-C                   | EMD 16-710G3B/C               | 4000–4300 hp (3000–3200 kW)         | |
| SD75M      | 1995–1996   | 76        | C-C                   | EMD 16-710G3C                 | 4300 hp (3200 kW)                   | BNSF 8231 Showing 2nd blower duct on this side. |
| SD75I      | 1996–1999   | 204       | C-C                   | EMD 16-710G3C                 | 4300 hp (3200 kW)                   | |
| SD80MAC    | 1995–1996   | 37        | C-C                   | EMD 20-710G3B                 | 5000 hp (3700 kW)                   | 5,000 horsepower EMD SD80MAC 4100 in Conrail Livery |
| SD89MAC    | 2000        | 1         | C-C                   | EMD 12-265H                   | 4500 hp (3400 kW)                   | |
| SD90MAC    | 1995–2005   | 478       | C-C                   | EMD 16-265H/EMD 16-710G3B     | 6000 hp (4500 kW) 4300 hp (3200 kW) | |
| SD70ACe-T4 | 2015–       | 123       | C-C                   | EMD 12-1010J                  | 4600 hp (3400 kW)                   | UP SD70ACe-T4 #3053 |

## Nyolctengelyes vonali tolatómozdonyok
| Típus  | Gyártás éve | Darabszám | AAR-tengelyelrendezés | Hajtómotor          | Teljesítmény      | Kép |
| ------ | ----------- | --------- | --------------------- | ------------------- | ----------------- | --- |
| DD35   | 1963–1964   | 30        | D-D                   | Kettő EMD 16-567D3A | 5000 hp (3700 kW) | |
| DD35A  | 1965        | 15        | D-D                   | Kettő EMD 16-567D3A | 5000 hp (3700 kW) | |
| DDA40X | 1969–1971   | 47        | D-D                   | Kettő EMD 16-645E3A | 6600 hp (4900 kW) | Union Pacific #6936 is the only DDA40X still in service with Union Pacific Railroad, though it is mostly used to haul excursions. |

## Teljes szélességű géptérborítású, oldaljárda nélküli mozdonyok
| Típus          | Gyártás éve | Darabszám               | AAR-tengelyelrendezés | Hajtómotor                   | Teljesítmény                | Kép |
| -------------- | ----------- | ----------------------- | --------------------- | ---------------------------- | --------------------------- | --- |
| FP45           | 1967–1970   | 14                      | C-C                   | EMD 20-645E3 gőzgenerátorral | 3600 hp (2700 kW)           | |
| F45            | 1968–1971   | 86                      | C-C                   | EMD 20-645E3                 | 3600 hp (2700 kW)           | |
| SDP40F         | 1973–1974   | 150                     | C-C                   | EMD 16-645E3 gőzgenerátorral | 3000 hp (2200 kW)           | |
| F40C           | 1974        | 15                      | C-C                   | EMD 16-645E3 HEP-pel         | 3200 hp (2400 kW)           | EMD F40C diesel locomotive owned by Metra (Chicago)#602                                                                              |
| F40PH          | 1975–1988   | 187                     | B-B                   | EMD 16-645E3 HEP-pel         | 3000–3200 hp (2200–2400 kW) | Amtrak EMD F40PH No. 229 leading the San Diegan into Los Angeles in 1978                                                             |
| F40PHR         | 1977–1985   | 132                     | B-B                   | EMD 16-645E3 HEP-pel         | 3000 hp (2200 kW)           | Amtrak EMD F40PHR No. 315 leading the California Zephyr out of Tunnel No. 17 in 1995                                                 |
| F40PH-2M       | 1982–1985   | 4                       | B-B                   | EMD 16-645E3 HEP-pel         | 3000 hp (2200 kW)           | Rust-red locomotive with smooth front in rail yard                                                                                   |
| F40PH-2        | 1985–1989   | 31                      | B-B                   | EMD 16-645E3                 | 3200 hp (2400 kW)           | Metra EMD F40PH-2 No. 120 at Deerfield, Illinois                                                                                     |
| F40PH-2C       | 1987–1988   | 26                      | B-B                   | EMD 16-645E3                 | 3200 hp (2400 kW)           | MBTA EMD F40PH-2C No. 1064 at Ruggles in 2008                                                                                        |
| F40PHM-2       | 1991–1992   | 30                      | B-B                   | EMD 16-645E3                 | 3200 hp (2400 kW)           | Metra EMD F40PHM-2 No. 185 at Lisle, Illinois                                                                                        |
| F40PH-3C       |             | 6                       |                       |                              |                             | |
| F40PH-2C       |             | 6                       |                       |                              |                             | |
| F40PHM-2C      |             | 17                      |                       |                              |                             | |
| F40PHL-2       |             | 5                       |                       |                              |                             | |
| SD40-2F        | 1988        | 25                      | C-C                   | EMD 16-645E3                 | 3000 hp (2200 kW)           | CP 9011 on Train 119-25 in Chalk River, ON                                                                                           |
| SD50F          | 1985–1987   | 60                      | C-C                   | EMD 16-645F3B                | 3600 hp (2700 kW)           | |
| SD60F          | 1985–1989   | 64                      | C-C                   | EMD 16-710G3A                | 3800 hp (2800 kW)           | |
| F59PH          | 1988–1994   | 72                      | B-B                   | EMD 12-710G3                 | 3000 hp (2200 kW)           | |
| F59PHI         | 1994–2001   | 83                      | B-B                   | EMD 12-710G3                 | 3000 hp (2200 kW)           | EMD F59PHI, Amtrak/NCDOT "Piedmont" passenger train north, out of Charlotte, NC, at 6:45pm, near the intersection of I-485 and NC 49 |
| F69PHAC        | 1989        | 2                       | B-B                   | EMD 12-710G3                 | 3000 hp (2200 kW)           | |
| DE30AC, DM30AC | 1997–1999   | 23 (DE30AC) 23 (DM30AC) | B-B                   | EMD 16-710G3                 | 3000 hp (2200 kW)           | An example of an DM30AC body type (also used for the DE30AC)                                                                         |
| F125           | 2015–2021   | 40                      | B-B                   | Caterpillar C175-20          | 4700 hp (3500 kW)           | |

## Elektromos mozdonyok
| Típus        | Gyártás éve | Darabszám | AAR-tengelyelrendezés | Hajtómotor                                                                     | Teljesítmény                                               | Kép                                         |
| ------------ | ----------- | --------- | --------------------- | ------------------------------------------------------------------------------ | ---------------------------------------------------------- | ------------------------------------------- |
| SW1200MG     | 1963–1971   | 9         | B-B                   | 2400V AC 60 Hz (felsővezeték)                                                  | 970 kW (1300 hp) (állandó) 1060 kW (1420 hp) (rövid idejű) | Fényképek                                   |
| AEM-7        | 1978–1988   | 65        | B-B                   | 11 000 V AC, 25 Hz 11 000–13 500 V AC, 60 Hz 25 000 V AC, 60 Hz (felsővezeték) | 7000 hp (5200 kW)                                          | AEM-7 916 at Union Station, Washington, D.C |
| GM5FC        | 1985–1987   | 45        | C-C                   | 25 000 V AC, 50 Hz                                                             | 5550 hp (4140 kW)                                          |                                             |
| GM6C         | 1975        | 1         | C-C                   | 11 000 V AC, 25 Hz 25 000 V AC, 60 Hz (felsővezeték)                           | 6000 hp (4500 kW)                                          |                                             |
| GM10B        | 1976        | 1         | B-B-B                 | 11 000 V AC, 25 Hz 25 000 V AC, 60 Hz (felsővezeték)                           | 10 000 hp (7500 kW)                                        |                                             |
| GF6C         | 1983–1984   | 7         | C-C                   | 50 000 V AC                                                                    | 6000 hp (4500 kW)                                          |                                             |
| Joule Series | 2022–       |           |                       |                                                                                |                                                            |                                             |
| BE14.5BB     |             |           | B+B-B+B               | Akkumululátoros villamosmozdony Akkumulátorkapacitás: 14,5 megawattóra         |                                                            |                                             |

## Export és keskeny nyomtávú mozdonyok
| Típus                                 | Gyártás éve     | Darabszám | AAR-tengelyelrendezés  | Hajtómotor                          | Teljesítmény                                    | Kép                                                                                     |
| ------------------------------------- | --------------- | --------- | ---------------------- | ----------------------------------- | ----------------------------------------------- | --------------------------------------------------------------------------------------- |
| NF110                                 | 1952–1953       | 9         | C-C                    | EMD 12-567                          | 1200 hp (890 kW)                                |                                                                                         |
| NF210                                 | 1956–1960       | 38        | C-C                    | EMD 12-567C                         | 1200 hp (890 kW)                                |                                                                                         |
| B12                                   | 1953–1956       | 49        | B-B (9) A1A-A1A (40)   | EMD 567                             | 1125 hp (839 kW)                                | EMD B12 B-B nº6009 – RFFSA                                                              |
| G6B                                   | 1963–1968       | 75        | B-B                    | EMD 6-567C/EMD 6-645E               | 600 hp (450 kW) 650 hp (480 kW) 750 hp (560 kW) |                                                                                         |
| GM6                                   | 1959–1961       | 6         | C                      | EMD 6-567C                          | 600 hp (450 kW)                                 |                                                                                         |
| G8                                    | 1954–1965       | 382       | B-B vagy A1A-A1A       | EMD 8-567C                          | 950 hp (710 kW) 875 hp (652 kW)                 | ID diesel loco BB 200-05 040913 004 lpy                                                 |
| G8C                                   | 1960–1964       | 18        | C-C                    | EMD 8-567C/EMD 8-567CR              | 275–835 hp (205–623 kW)                         |                                                                                         |
| GL8                                   | 1960–1965       | 149       | B-B (137) A1A-A1A (12) | EMD 8-567C/EMD 8-567CR              | 950 hp (710 kW) 870 hp (650 kW)                 |                                                                                         |
| GL8C                                  | 1963            | 12        |                        | EMD 567                             |                                                 |                                                                                         |
| GA8                                   | 1960–1968       | 94        | B-B                    | EMD 8-567CR/EMD 8-567E              | 850 hp (630 kW) 800 hp (600 kW)                 | S300 series Locomotive of Taiwan Railway Administration                                 |
| JL8                                   | 1962            | 37        | B-B                    | EMD 8-567C                          | 950 hp (710 kW) 875 hp (652 kW)                 |                                                                                         |
| T41                                   | 1956            | 5         | A1A-A1A                | EMD 12-567C                         | 1428 hp (1065 kW) 1065 hp (794 kW)              | T41 204-Karlsborgsbruk-2012                                                             |
| T43                                   | 1961–1963       | 50        | B-B                    | EMD 12-567C                         | 1428 hp (1065 kW) 1065 hp (794 kW)              |                                                                                         |
| G12                                   | 1953–1968       | 1036      | B-B vagy A1A-A1A       | EMD 12-567C                         | 1425 hp (1063 kW) 1310 hp (980 kW)              | Locomotive#120 of Israel Railways.                                                      |
| GL12                                  | 1967            | 10        | B-B                    | EMD 12-567E                         | 1425 hp (1063 kW) 1310 hp (980 kW)              |                                                                                         |
| GA12                                  | 1961–1962       | 30        | 1B-B1                  | EMD 12-567C                         | 1275 hp (951 kW) 1200 hp (890 kW)               |                                                                                         |
| G12C                                  | 1964–1966       | 42        | C-C                    | EMD 12-567C                         | 1425 hp (1063 kW) 1310 hp (980 kW)              |                                                                                         |
| GA12C                                 | 1964            | 25        | 1B-B1                  | EMD 12-567C                         | 1275 hp (951 kW) 1200 hp (890 kW)               |                                                                                         |
| GR12                                  | 1961–1969       | 151       | C-C                    | EMD 12-567C                         | 1425 hp (1063 kW) 1310 hp (980 kW)              |                                                                                         |
| G16                                   | 1958–1972       | 426       | C-C                    | EMD 16-567C                         | 1950 hp (1450 kW) 1800 hp (1300 kW)             |                                                                                         |
| GT16                                  | 1962            | 72        | C-C                    | EMD 16-567D3                        | 2700 hp (2000 kW) 2500 hp (1900 kW)             |                                                                                         |
| G18                                   | 1967–1981       | 59        | B-B vagy A1A-A1A       | EMD 8-645E                          | 1100 hp (820 kW) 1000 hp (750 kW)               |                                                                                         |
| GL18M                                 | 1977            | 30        | B-B                    | EMD 8-645E                          | 1100 hp (820 kW) 1000 hp (750 kW)               |                                                                                         |
| GL18C                                 | 1966–1968       | 56        | C-C                    | EMD 8-645E                          |                                                 |                                                                                         |
| GL18B                                 | 1993–2000       | 65        | B-B                    | EMD 8-645                           |                                                 |                                                                                         |
| GA18                                  | 1969            | 7         | B-B                    | EMD 8-645E                          | 1100 hp (820 kW) 1000 hp (750 kW)               | S400 series Locomotive of Taiwan Railway Administration                                 |
| GT18MC                                | 1974–1978       | 252       | C-C                    | EMD 8-645E3                         | 1525 hp (1137 kW) 1425 hp (1063 kW)             |                                                                                         |
| GT18LC-2                              | 1970–2001       | 31        | C-C                    | EMD 8-645E3C                        | 1500 hp (1100 kW)                               |                                                                                         |
| JL18                                  | 1966            | 12        | B-B                    | EMD 8-645E                          | 1100 hp (820 kW) 1000 hp (750 kW)               |                                                                                         |
| JT18-LC                               | 1990            | 3         | C-C                    | EMD 8-645E3C                        | 1500 hp (1100 kW)                               |                                                                                         |
| T44                                   | 1968–1987       | 123       | B-B                    | EMD 12-645E                         | 1656 hp (1235 kW) 1235 hp (921 kW)              | Diesellok T44                                                                           |
| T46                                   | 1973–1974       | 4         | C-C                    |                                     | 1235 hp (921 kW)                                |                                                                                         |
| G22W                                  | 1967–1987       | 223       | B-B                    | EMD 12-645E                         | 1650 hp (1230 kW) 1500 hp (1100 kW)             |                                                                                         |
| G22W-AC                               | 1980–1991       | 231       | B-B                    | EMD 12-645E                         |                                                 | Egypt ENR EMD G22W AC 02                                                                |
| G22W-2                                | 1991            | 3         | C-C                    | EMD 12-645E                         | 1650 hp (1230 kW) 1500 hp (1100 kW)             |                                                                                         |
| G22U                                  | 1967–1981       | 290       | A1A-A1A                | EMD 12-645E                         | 1650 hp (1230 kW) 1500 hp (1100 kW)             | R100 (AAR wheel arrangement: A1A-A1A series locomotive of Taiwan Railway Administration |
| G22CW, G22CW-2                        | 1969–1990       | 58        | C-C                    | EMD 16-645E                         | 2250 hp (1680 kW) 2000 hp (1500 kW)             | El Gran Capitán                                                                         |
| G22CU                                 | 1969–1982       | 213       | C-C                    | EMD 12-645E                         | 1650 hp (1230 kW) 1500 hp (1100 kW)             |                                                                                         |
| G22CU-2                               | 1992–2001       | 21        | C-C                    | EMD 12-645E                         | 1650 hp (1230 kW) 1500 hp (1100 kW)             |                                                                                         |
| GL22C                                 | 1971–1977       | 38        | C-C                    | EMD 12-645E                         | 1650 hp (1230 kW) 1500 hp (1100 kW)             |                                                                                         |
| GL22C-2 QR 2400 / 2450 / 2470 sorozat | 1996            | 80        | C-C                    | EMD 12-645E                         | 1650 hp (1230 kW) 1500 hp (1100 kW)             |                                                                                         |
| GT22CW                                | 1972–1988       | 107       | C-C                    | EMD 12-645E3                        | 2475 hp (1846 kW) 2250 hp (1680 kW)             |                                                                                         |
| GT22CU                                | 1972–1980       | 54        | C-C                    | EMD 12-645E3                        | 2475 hp (1846 kW) 2250 hp (1680 kW)             |                                                                                         |
| GT22HW-2                              | 1981–1984       | 34        | A1A-A1A                | EMD 12-645E3                        | 2168 hp (1617 kW) 1617 hp (1206 kW)             |                                                                                         |
| GT22CUM-1                             | 1982            | 52        | C-C                    | 12-645E3                            | 2450 hp (1830 kW)                               |                                                                                         |
| GT22CUM-2                             | 1986            | 10        | C-C                    | 12-645E3                            | 2475 hp (1846 kW)                               |                                                                                         |
| GT22CW-2                              | 1988–1997       | 41        | C-C                    | EMD 12-645E3                        |                                                 |                                                                                         |
| GT22LC                                | 1985–1986       | 28        | C-C                    | EMD 12-645E3                        |                                                 |                                                                                         |
| GT22LC-2                              | 1981–1996       | 129       | C-C                    | EMD 12-645E3                        |                                                 | HGG-ZugNr12Gweru                                                                        |
| JT22CW                                | 1976–1984       | 25        | C-C                    | EMD 12-645E3                        | 2450 hp (1830 kW) 2250 hp (1680 kW)             |                                                                                         |
| JT22MC                                | 1983–1985       | 30        | C-C                    | EMD 12-645E3                        | 2475 hp (1846 kW) 2250 hp (1680 kW)             |                                                                                         |
| JT22LC-2                              | 1981            | 10        | C-C                    | EMD 12-645E3B                       | 2475 hp (1846 kW) 2250 hp (1680 kW)             |                                                                                         |
| G26                                   | 1969–1980       | 116       | C-C                    | EMD 16-645E                         | 2200 hp (1600 kW)                               |                                                                                         |
| G26CW                                 | 1982–1989       | 103       | C-C                    | EMD 16-645E                         |                                                 |                                                                                         |
| G26CU                                 | 1972–1977       | 44        | C-C                    | EMD 16-645E                         | 2250 hp (1680 kW) 2000 hp (1500 kW)             |                                                                                         |
| G26MC-2                               | 1986–2008       | 48        | C-C                    | EMD 16-645E                         | 2250 hp (1680 kW) 2000 hp (1500 kW)             |                                                                                         |
| GL26AC                                | 1978–1979       | 14        | C-C                    | EMD 16-645E                         | 2000 hp (1500 kW)                               |                                                                                         |
| GL26C                                 | 1983            | 2         | C-C                    | EMD 16-645E                         | 2250 hp (1680 kW) 2000 hp (1500 kW)             |                                                                                         |
| GL26C-AC                              |                 | 34        | C-C                    | EMD 16-645E                         |                                                 |                                                                                         |
| GL26C-2                               |                 | 45        | C-C                    | EMD 16-645E                         |                                                 |                                                                                         |
| GL26MC                                | 1966            | 20        | C-C                    | EMD 16-645E                         | 2200 hp (1600 kW) 2000 hp (1500 kW)             |                                                                                         |
| GT26CW                                | 1967–1988       | 131       | C-C                    | EMD 16-645E3                        | 3300 hp (2500 kW) 3000 hp (2200 kW)             |                                                                                         |
| GT26CWP                               | 1976            | 25        | C-C                    | EMD 16-645E3                        |                                                 |                                                                                         |
| GT26CW-1                              | 1971–1985       | 369       | C-C                    | EMD 16-645E3                        | 3000 hp (2200 kW)                               |                                                                                         |
| GT26CW-2                              | 1972–2006       | 481       | C-C                    | EMD 16-645E3                        | 3300 hp (2500 kW) 3000 hp (2200 kW)             | GT26CW2-IR701                                                                           |
| GT26HCW-2                             | 1989–1994       | 20        | C-C                    | EMD 16-645E3                        |                                                 |                                                                                         |
| GT26MC                                | 1971–1982       | 309       | C-C                    | EMD 16-645E3                        | 2900 hp (2200 kW) 2600 hp (1900 kW)             |                                                                                         |
| GT26CU-2                              | 1976–1992       | 53        | C-C                    | EMD 16-645E3                        | 3300 hp (2500 kW) 3000 hp (2200 kW)             |                                                                                         |
| GT26CU-MP                             | 1990–1992       | 24        | C-C                    | EMD 16-645E3                        | 3300 hp (2500 kW) 3000 hp (2200 kW)             |                                                                                         |
| JT26CW-SS BR 59 sorozat               | 1985–1995       | 15        | C-C                    | EMD 16-645E3C                       | 3300 hp (2500 kW)                               |                                                                                         |
| FT36HCW-2                             | 1986–1987       | 15        | C-C                    | EMD 16-645FB3                       | 3300 hp (2500 kW)                               |                                                                                         |
| DDM45                                 | 1970–1976       | 83        | D-D                    | EMD 20-645E3                        | 3600 hp (2700 kW)                               |                                                                                         |
| FT36HCW-2                             | 1986–1987       | 15        | C-C                    | EMD 16-645F3B/EMD 16-645E3          | 3300 hp (2500 kW)                               |                                                                                         |
| GT38ACe                               | 2011–2021       | 91        | C-C                    | EMD 8-710G3A                        | 2200 hp (1600 kW) 2000 hp (1500 kW)             |                                                                                         |
| GT42AC                                | 2018–           | 20        | C-C                    |                                     | 3000 hp (2200 kW)                               |                                                                                         |
| JT42HCW                               | 1994–1995       | 34        | C-C                    | EMD 12-710G3B                       | 3000 hp (2200 kW)                               |                                                                                         |
| JT42CW                                | 1996            | 8         | C-C                    | EMD 12N-710G3B                      | 3000 hp (2200 kW)                               |                                                                                         |
| JT42BW                                | 1996–2006       | 48        | B-B                    | EMD 12N-710G3B                      | 3000 hp (2200 kW)                               |                                                                                         |
| JT42CWR BR 66 sorozat                 | 1998–2017       | 695       | C-C                    | EMD 12N-710G3B-EC/EMD 12N-710G3B-T2 | 3000 hp (2200 kW)                               |                                                                                         |
| GT46MAC                               | 1997–2017       | 1432      | C-C                    | EMD 16-710G3B                       | 4500 hp (3400 kW)                               |                                                                                         |
| GT46PAC                               | 2001–2010       | 282       | C-C                    | EMD 16-710G3B                       | 4500 hp (3400 kW)                               |                                                                                         |
| GT50AC                                | 2012–2018       | 7         | C-C                    | EMD 20N-710G3B-ES                   | 5500 hp (4100 kW)                               |                                                                                         |
| Euro 4000                             | 2006–2015       | 168       | C-C                    | EMD 16-710G3C-U2                    | 4250 hp (3170 kW)                               |                                                                                         |
| JT56ACe                               | 2007–2015       | 334       | C-C                    | EMD 16-265H                         | 6000 hp (4500 kW)                               |                                                                                         |
| GPL15T                                | 2004–2008       | 16        | B-B                    | EMD 8-645E                          |                                                 |                                                                                         |
| SDP28                                 | 1966            | 6         | C-C                    | EMD 567D1                           | 1800 hp (1300 kW)                               |                                                                                         |
| SDP38                                 | 1967            | 40        | C-C                    | EMD 16-645E                         | 2000 hp (1500 kW)                               |                                                                                         |
| SD38-2TC                              | 1994            | 8         | C-C                    | EMD 16-654E                         | 2000 hp (1500 kW)                               |                                                                                         |
| SDL38-2                               | 1978            | 6         | C-C                    | EMD 16-654E                         | 2000 hp (1500 kW)                               |                                                                                         |
| SDL40-2                               | 1981–1987       | 21        | C-C                    | EMD 16-645E3                        | 3000 hp (2200 kW)                               |                                                                                         |
| SDL50                                 | 1981–2005       | 31        | C-C                    | EMD 16-645F3B                       | 3500 hp (2600 kW)                               |                                                                                         |
| SD70ACe-BB                            | 2015–napjainkig |           | B+B-B+B                | EMD 16-710G3C-T1                    | 3240 hp (2420 kW)                               |                                                                                         |

## Átalakítások
| Típus        | Gyártás éve | Darabszám | AAR-tengelyelrendezés | Hajtómotor                            | Teljesítmény      | Kép                                                     |
| ------------ | ----------- | --------- | --------------------- | ------------------------------------- | ----------------- | ------------------------------------------------------- |
| SWBLW „Beep” | 1970        | 1         | B-B                   | EMD 16-567BC                          | 1500 hp (1100 kW) |                                                         |
| CF7          | 1970–1978   | 233       | B-B                   | EMD 16-567BC                          | 1500 hp (1100 kW) |                                                         |
| GP5          |             |           | B-B                   |                                       |                   |                                                         |
| GP7U         |             |           | B-B                   |                                       |                   |                                                         |
| GP8          | 1969–1978   | 111       | B-B                   | EMD 567BC                             |                   |                                                         |
| GP10         | 1967–1979   |           | B-B                   |                                       |                   |                                                         |
| GP11         | 1978–1981   | 54        | B-B                   |                                       |                   |                                                         |
| GP15C        | 1990–1991   | 7         | B-B                   | CAT 3512                              | 1500 hp (1100 kW) |                                                         |
| GP16         | 1979–1982   | 155       | B-B                   | EMD 16-645                            | 1600 hp (1200 kW) |                                                         |
| G18AR        | 1979–1981   | 10        | A1A-A1A               | EMD 8-645                             | 950 hp (710 kW)   |                                                         |
| G22AR        | 1977–1982   | 85        | A1A-A1A               | EMD 12-645                            | 1650 hp (1230 kW) |                                                         |
| G22CR        | 1998–2001   | 16        | C-C                   | EMD 12-645                            | 1650 hp (1230 kW) |                                                         |
| GP28M        |             |           | B-B                   |                                       |                   |                                                         |
| GP28P        |             |           | B-B                   |                                       |                   |                                                         |
| GP30C        | 1990–1991   | 3         | B-B                   | CAT 3515                              | 2000 hp (1500 kW) |                                                         |
| GP38H-3      | 2004–2005   | 8         | B-B                   | EMD 16-645E HEP-pel                   | 2000 hp (1500 kW) |                                                         |
| GP39H-2      | 1988        | 6         | B-B                   | EMD 16-645E3 HEP-pel                  | 2300 hp (1700 kW) |                                                         |
| GP40-2H      | 1996        | 6         | B-B                   | EMD 16-645E3 HEP-pel                  |                   |                                                         |
| GP40FH-2     | 1987–1990   |           | B-B                   | EMD 16-645E3 HEP-pel                  | 3000 hp (2200 kW) |                                                         |
| GP40PH-2     | 1991–1994   |           | B-B                   | EMD 16-645E3 HEP-pel                  | 3000 hp (2200 kW) |                                                         |
| GP40WH-2     | 1990        | 20        | B-B                   | EMD 16-645E3                          | 3000 hp (2200 kW) | MARC GP40WH-2#52 at Camden Station, Baltimore, Maryland |
| SD20         |             |           | C-C                   |                                       | 2000 hp (1500 kW) |                                                         |
| SD20-2       | 1964–1980   | 5         | C-C                   |                                       |                   |                                                         |
| SD26         | 1973–1978   | 80        | C-C                   | EMD 567, 645-ös teljesítményegységgel | 2650 hp (1980 kW) |                                                         |
| SD39-2M      |             |           | C-C                   | EMD 12-645E                           | 2300 hp (1700 kW) |                                                         |
| GP22ECO      | 2009        |           | B-B                   | EMD 8-710                             | 2150 hp (1600 kW) |                                                         |
| SD22ECO      | 2009        |           | C-C                   | EMD 8-710                             | 2150 hp (1600 kW) |                                                         |
| SD32ECO      | 2009        |           | C-C                   | EMD 12-710                            | 3150 hp (2350 kW) |                                                         |
| GP20C-ECO    | 2013        | 130       | B-B                   | EMD 8-710-G3A                         | 2000 hp (1500 kW) |                                                         |
| SD30C-ECO    | 2013–2017   | 63        | C-C                   | EMD 12-710-G3                         | 3000 hp (2200 kW) |                                                         |
| SD70MAC-H    | 2022–       |           | C-C                   | EMD 16-710-G3A                        |                   |                                                         |

## Fordítás
- Ez a szócikk részben vagy egészben  a   List of EMD locomotives című angol Wikipédia-szócikk ezen változatának fordításán alapul.  Az eredeti cikk szerkesztőit annak laptörténete sorolja fel. Ez a jelzés csupán a megfogalmazás eredetét és a szerzői jogokat jelzi, nem szolgál a cikkben szereplő információk forrásmegjelöléseként.